# Åskefällalund
Åskefällalund är en liten by belägen i Småland i Älmeboda socken i Tingsryds kommun nära Rävemåla. Byn besjungs i Eddie Meduzas låt "Åskefällalund".